# Nicolae Titulescu
Nicolae Titulescu (Craiova, 1882. március 4. − Cannes, 1941. március 17.) román diplomata, ügyvéd, egyetemi tanár és politikus, pénzügyminiszter, többször külügyminiszter, meghatalmazotti miniszter, a Nemzetek Szövetségének elnöke (1930−1932), a román Tudományos Akadémiának (1935).

## Élete
Apja Ion Titulescu (Nicolae Economu diakónus fia) Dolj megye prefektusaként a craiovai Fellebbviteli Bíróság elnöki tisztét töltötte be, és parlamenti képviselő volt. Nicolae Titulescu gyermekéveiben apja vidéki földbirtokán élt. Craiovában járt középiskolába. Kitűnő eredményű érettségi után ösztöndíjjal Párizsba került, ahol a Sorbonne Jogi karán Marcel Planiol (en) és Charles Lyon-Caen (fr) híres jogászprofesszorok tanítványa. Ott doktorált. Ebben az időszakban a francia főváros egyik szabadkőműves páholyának tagja lett. 1905-ben tért vissza Romániába. A Jasi Egyetem jogtudományi professzora és dékánja volt. Csak 1907-ben költözött Bukarestbe. Ott a polgári jog egyetemi tanáraként lett oktató és ismert ügyvédként is dolgozott. Nagyszerű szónoki képességekkel rendelkezett. Korának egyik legismertebb és leghatásosabb román szónoka volt.

1909-ben a Take lonescu (ro) vezette Demokrata Párt tagjaként kezdett politizálni. Az 1912-es választásokat megnyerő Konzervatív-Demokrata Párt listáján bekerült a romániai parlamentbe. Első beszédében Románia helyzetéről és a Balkán eseményeiről szólt. Öt év múlva pénzügyminiszterként a Ion I. C. Brătianu kormány tagja lett (1917. július 10. − 1918. január 28.). 1920-as évek elejétől kizárólag külpolitikával foglalkozott. Több nyelven beszélt (francia, angol, német, olasz). 1918 nyarán Párizsban szervezője volt az Országos Román Bizottságnak (International Romanian Committee; National Romanian Committee). A bizottság tagjai, ismert román értelmiségiek (Take Ionescu, Octavian Goga, Traian Vuia , Constantin Mille (en) stb.), azon munkálkodtak, hogy az 1. világháborút lezáró békékben minél teljesebben érvényesüljön a román nemzet célja: Nagy-Románia megteremtése. Céljuk eléréséhez igyekeztek megszerezni a nemzetközi közvélemény támogatását.
 
Hazája rendkívüli és meghatalmazott minisztereként Londonban (1921−1927, 1928−1932) dolgozott. Két alkalommal Románia külügyminisztere (1927−1928; 1932−1936), és 1920-tól a Nemzetek Szövetségének (Népszövetség) tagja volt. 1930 őszén, majdnem egyhangúlag a Nemzetek Szövetségének elnökévé választották. A következő évben, a szokástól eltérően, második alkalommal is megválasztották e hivatalba. Az 1930-as évek első felében Európa egyik legtekintélyesebb, és jelentős befolyásossal rendelkező külpolitikai személyiségének tartották.

## Külpolitikája
Külpolitikai munkájával segíteni kívánta az 1. világháborút lezáró békeszerződések teremtette európai béke megőrzését, és ezzel együtt minél átfogóbb módon biztosítani akarta Nagy-Románia (en) területi integritásának nemcsak a jogi, de a gyakorlati stabilitását. Sürgette a nemzetközi vagy kétoldalú béke-megállapodások rendelkezéseinek végrehajtását és megtartását. Fellépett a békét veszélyeztető bármilyen területi revíziós törekvéssel szemben. Részt vett a Kellogg–Briand-paktum előkészítésében, s ahhoz hazája, külügyminiszteri hivatala idején, késedelem nélkül csatlakozott. Már korán felismerte és figyelmeztetett a német, illetve az olasz fasizmus Európa békéjét fenyegető veszélyére. Ugyanakkor a háborút követő időszakban, de különösen a második külügyminiszteri hivatala idején segítette a Szovjet-Oroszországot, majd a Szovjetuniót nemzetközi elszigeteltsége megszüntetésében, nyugati kapcsolatai kiépítésében. Így is kívánta erősíteni Besszarábia és Bukovina Nagy-Romániához tartozását. A Szovjetunió támogatásában bízva akarta megakadályozni Hitler agresszív törekvéseinek érvényesülését. Az 1930-as évek közepén felvetette az európai országhatárok erőszakos megváltoztatásának törekvése helyett a „országhatárok légiesítése” gondolatát.
 „…Mindig azt hirdettem, nem a határok revíziója, nem a határokat jelentő rossz előmozdítása fogja biztosítani a nemzetek boldogulását, hanem a határok szellemiesítése, a bennük rejlő akadályok felszámolása…” 

## Viszonya a magyarsághoz, Magyarországhoz

### A „ploiești-i beszéd” (1915)

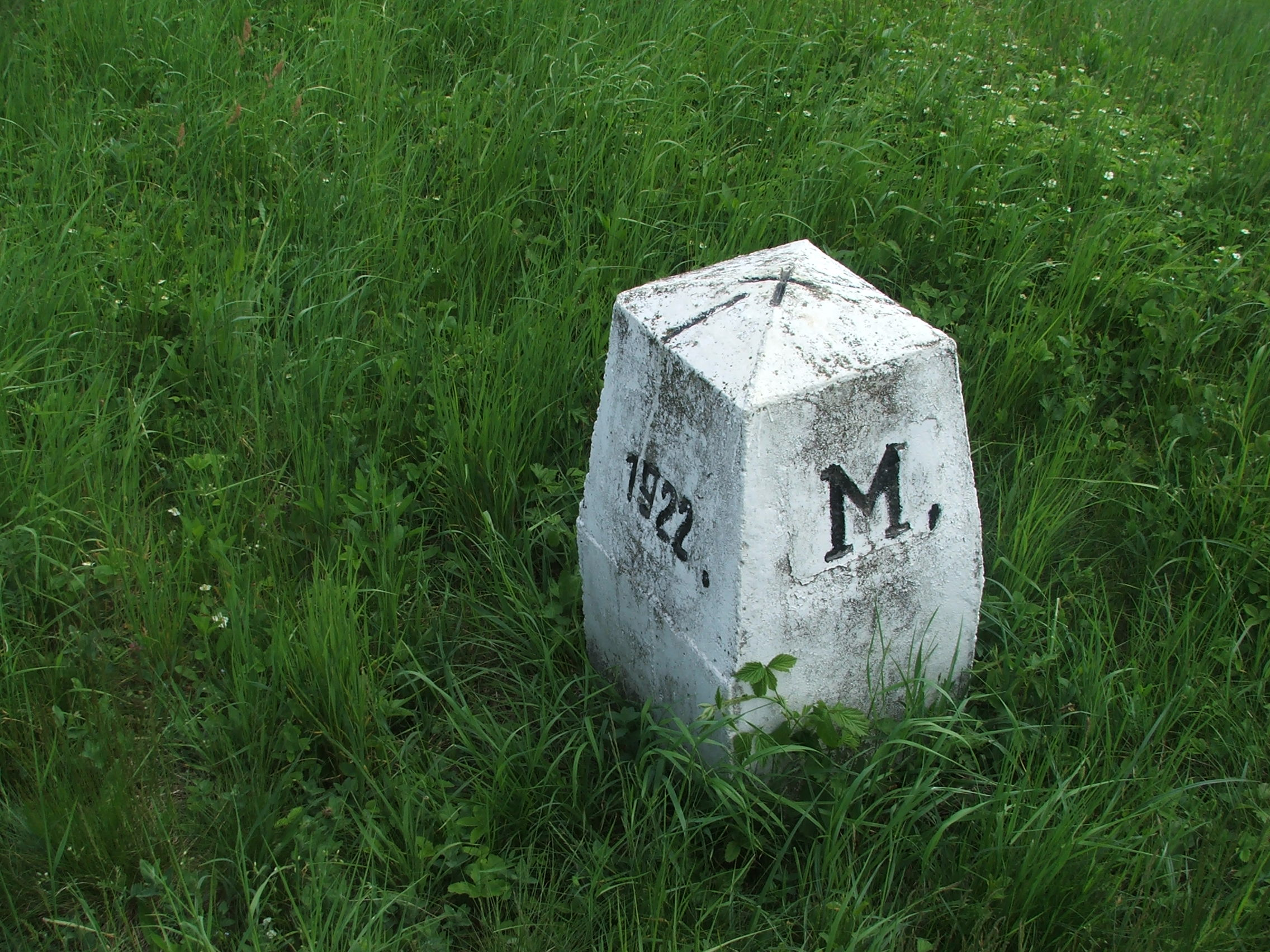
A magyar-román országhatár Csengernél

Fiatalkorától kezdve támogatta az erdélyi románság függetlenedésének törekvését az Osztrák–Magyar Monarchiájától. Ebből a szempontból különösen fontos és jól kifejezi véleményét az 1915. május 3-án – az 1848-as balázsfalvi gyűlések évfordulóján − Ploiești-ben elmondott beszéde.
 „...A mai körülmények közt lehetőség van arra, hogy Románia naggyá és teljessé váljék! Románia nem lehet teljes Erdély nélkül: Románia nem lehet nagy nélküle!...
[a románságnak] ...Erdély a bölcső, ami gyermekkorában oltalmazta, az iskola, ami nemzetté kovácsolta, az a varázs, amely életben tartotta. Erdély, ami erőt ad, ami kiáltás a megcsonkításért, ami büntetés a hazugságért, ami a fojtogatásért szabadság! Erdély a szorongatottságában erősödő románság, amely az ellenségre indul, az élet, ami életre hív!
Szükségünk van Erdélyre! Nem létezhetünk nélküle! Megérdemeljük, és tudni fogjuk, hogyan kaphatjuk meg. Erdély mai élete olyan, amitől örömmel megválik; Erdélynek ez nem jelent olyan erőfeszítést, amit ne kívánna; mert Erdélyben minden megváltozik, minden szebb lesz, még a halál is: legyen bár csúf, de elfogadott!...
...Erdély nem csupán a politikai Románia szívét jelenti; Nézd meg a térképet: Erdély a földrajzi Románia szíve!...
...A magashegyi folyókból ered a románság története: északon a Szamos; nyugaton a Maros, délen az Olt! A mai Románia közt a Kárpátok természetes erőd, és mint katonai terület idegen kézben van!...
...Az, aki ha Erdélyre tekint és nem érzi magát a félbevágottnak, az nem román...”

### Atrianoni békeszerződés
Az 1. világháború utolsó éveiben részt vett Párizsban a Nagy-Romániáért „harcoló” román nemzeti bizottság munkájában. Take Ionescu és I. C. Brătianu mellett küzdött az antant képviselőivel 1916. augusztus 17-én megkötött titkos bukaresti szerződés teljesítéséért. Románia részéről külügyi államtitkárként, korábbi miniszteri államtitkárként és Ion Cantacuzino (ro) román tudós orvos-mikrobiológus, államminiszterként írta alá 1920. június 4-én a trianoni békeszerződést, amely Magyarországgal elismertette Erdély unióját Romániával.

### Azoptáns-földektulajdonjogiproblémája
Romániában 1921. július 30-án elfogadták az erdélyi, bánsági, partiumi és máramarosi agrárreformról szóló törvényt. E területek azon földtulajdonosainak földjét, akik elhagyták Romániát és a trianoni békediktátum adta állampolgársági rendelkezéseknek megfelelően a magyar állampolgárságot választották (optánsok), az agrárreform értelmében, a román állam minden kárpótlás nélkül kisajátította és romániai állampolgároknak kiosztotta. A trianoni békediktátum 250. cikkelye szerint: 

 „250. Cikk. A 232. cikk és a IV. címhez tartozó Függelék rendelkezéseinek figyelmen kívül hagyásával a magyar állampolgároknak vagy a magyar állampolgárok által ellenőrzött társaságoknak a volt Osztrák–Magyar Monarchia területein fekvő javai, jogai és érdekei nem esnek az említett rendelkezésekben megszabott lefoglalás vagy felszámolás alá. Ezek a javak, jogok és érdekek a jogosultaknak (minden ilynemű rendszabálytól vagy a kisajátításra, kényszerkezelésre vagy zár alá vételre vonatkozólag 1918. évi november hó 3-ától a jelen Szerződés életbelépéséig alkotott bármily más rendelkezéstől mentesen) fognak visszaadatni. Az említett javak, jogok és érdekek abban az állapotban fognak visszaadatni, amelyben azok a szóban levő rendszabályok alkalmazása előtt voltak. Azokat a felszólalásokat, amelyeket magyar állampolgárok a jelen cikk alapján esetleg elő fognak terjeszteni, a 239. cikkben említett Vegyes Döntőbíróság fogja elbírálni.”
 232. Cikk. 1. i) A 250. cikk rendelkezéseinek fenntartásával oly felszámolások esetében, amelyeket akár a jelen Szerződést Szövetséges és Társult Hatalmakként aláíró új államokban, akár a Magyarország részéről fizetendő jóvátételekben nem részesülő államokban foganatosítottak, az ezeknek az államoknak részéről foganatosított felszámolások jövedelmét közvetlenül a tulajdonosoknak kell kifizetni…”

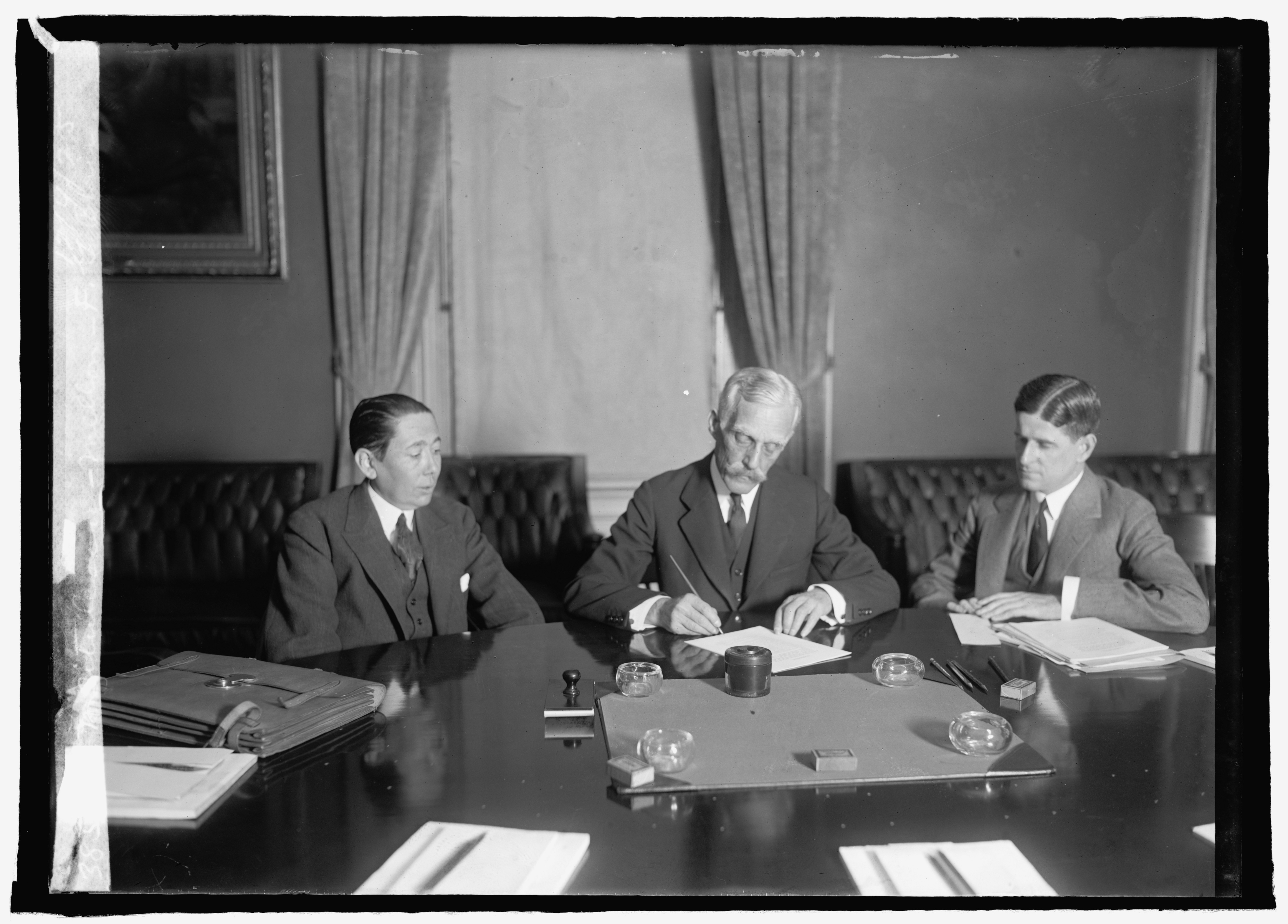
Nicolae Titulescu, Andrew W. Mellon, F. G. Blair
(Washington, 1925)

A 367 jelentősebb földterülettel rendelkező optáns az elcsatolt mezőgazdasági és erdőterületek csaknem 80 százalékát birtokolta. Az optánsok a Romániában indított kártérítési perekkel párhuzamosan számos panaszt nyújtottak be a Nemzetek Szövetségének. 1923. április 20-án, a Nemzetek Szövetsége Tanácsa előtt Titulescu a Nemzetek Szövetsége romániai képviselője nagyhatású védőbeszédet mondott a romániai agrárrefomról és intézkedésekről. Az optánsok követelését támogatta és érdekeit képviselte a magyar állam is.
A Nemzetek Szövetsége Tanácsának javaslatára létrehozták Párizsban a Román–Magyar Döntőbíróságot. A bíróság által megállapított kártérítéseket a román állam által megnyitott Agráralapból fizették ki. Az alapot az 1930. január 20-i hágai és 1930. április 21-i párizsi megállapodások alapján hozták létre, melyeket a Nicolae Titulescu román külügyminiszter és a magyar állam nevében Apponyi Albert, párizsi béketárgyalások magyarországi küldöttségének vezetője közti megbeszélések nyomán írtak alá. Titulescu sokat tett azért, hogy kártérítései kifizetése érdekében hazája külföldi kölcsönöket kapjon. Munkáját az optáns-kérdésben különösen eredményesnek tartották/tartják Romániában.

### Akisantant
Az 1920-as években a Duna-medencét és a Balkán jövőjét a terület győztes államai az 1. világháborút lezáró párizsi békeszerződések következetes betartatására kívánták építeni. Ezért az érdekelt államok létrehozzák a politikai és katonai szövetségeiket. 

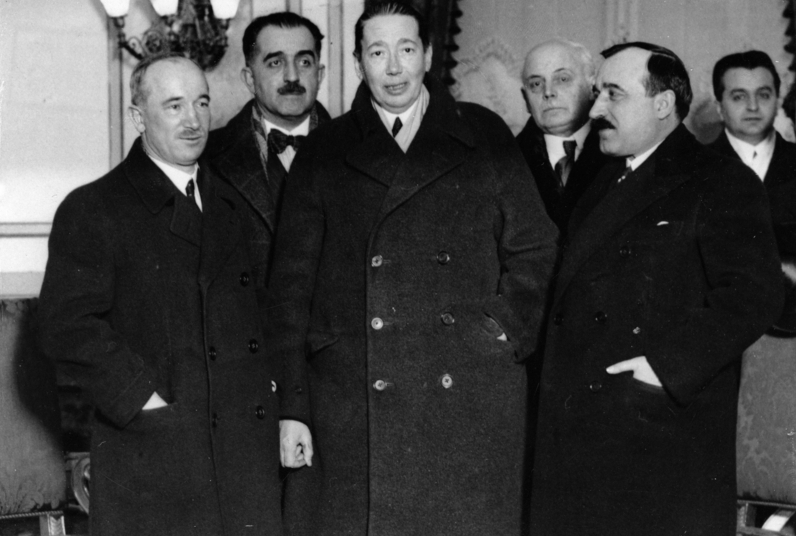
Edvard Beneš, Nicolae Titulescu, Bogoljub Jevtić
a kisantant külügyminiszterei (Belgrád, 1932)

A kisantant (Csehszlovákia, Jugoszlávia, Románia), majd később a balkáni antant (Jugoszlávia, Görögország, Törökország, Románia) Magyarország, illetve Bulgária revíziós törekvései megakadályozására alakult meg. A kisantantot Edvard Beneš csehszlovák külügyminiszter kezdte szervezni, és végleges formájában a Románia részéről Take Ionescu külügyminiszter által 1921. április 23-án Csehszlovákiával, majd 1921. június 7-én Jugoszláviával aláírt védelmi egyezményekkel alakult meg.

A húszas években Titulescu – akárcsak a többi közép-európai politikus – szembeszállt a térség integrálására vonatkozó nyugati tervekkel. Noha azok jól szolgálták volna valamennyi itt élő nép érdekét. A külpolitika vonatkozásában a gazdasági problémákat is politikai kérdésként fogta fel. Az adott politikai határokat gazdasági határoknak tartotta. A politikai határok merev kezelését és ahhoz kapcsolódóan a térség felemelkedését gátló, az országok közti nacionalista gazdaságpolitikát helyeselte. Ugyanakkor Románia határain belül (a belpolitikában) károsnak tartotta „a saját erőnkből”-jelszón alapuló nacionalista gazdasági politikát, amely akadályozta Romániában a külföldi tőke beáramlását.

A Magyarország gazdasági fejlődését gátló törekvései mellett a magyarság egészére különösen hátrányos volt, hogy nemzetközi fórumokon, a kisantant képviselőivel közösen, sikerült megakadályozniuk a békeszerződések kisebbségi vonatkozásainak hiányos teljesítése miatt a háborúban győztes hatalmak elmarasztalását, és a trianoni békeszerződésben vállaltak maradéktalan teljesítésének megkövetelését. Ezt, akárcsak a békeszerződésekben fogalmazottak teljesítésének nemzetközi ellenőrzést, a független országok belügyeibe való beavatkozásnak tekintette.

Németország és Olaszország megerősödése után, az 1930-as évek elején egyetértett azzal a közép-európai elképzeléssel, amely a kisantant és a balkáni antant tagjainak Magyarországgal, illetve Bulgáriával való viszonyát mielőbb normalizálni kívánta. Ennek eredményeként a kisantant kezet nyújtott Magyarországnak, a balkáni antant pedig Bulgáriának. Ezeknek az elgondolásoknak gyakorlati megvalósításában Titulescu már nem vehetett részt, teljesen kiszorult a román külpolitika alakításából (1936). A térségben vezető szerepet játszó Németország sem akart ilyen megegyezést.

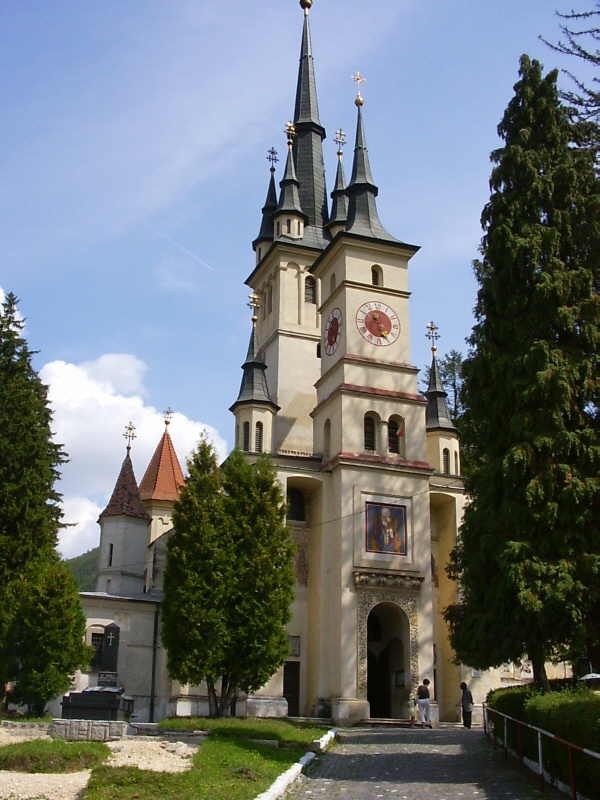
Szent Miklós templom
Brassó

## Élete utolsó évei és halála
1936. augusztus 29-én II. Károly király eltávolította minden hivatali állásából és Románia elhagyására kérte. Előbb Svájcban, majd Franciaországban élt. Száműzetése kezdeti éveiben konferenciákon előadásokat tartott, újságokba írt. Hosszú betegség után halt meg Cannes-ban 1941. március 17-én.
Titulescu 1940. január 5-én Svájcban, Saint Moritzban megfogalmazott végrendeletében kijelentette:
„Ami engem illet, ahogyan 1918 és 1920 között mindig a Romániához csatlakozott területek katonájaként gondolkodtam, szeretném, ha Brassóban – egy kis félreeső területen – temetnének el. Erdélyben a barátaim fognak találni egy, a kívánságom szerinti helyet. Fent Sinaiaban Take Ionescu lábaitól Brassóig legkényelmesebb az út az örök nyugalomért; szeretném azt, hogy kérésemet a brassóiak elfogadják.” 
1992. március 14-én – halála után több mint 50 évvel – teljesült végrendeleti kívánsága: hamvait Franciaországból elszállították és a brassói ortodox Szent Miklós-templom kertjében temették el.